# Адамс Девитт, Лидия Мария
Лидия Мария Адамс ДеВитт (англ. Lydia Maria Adams DeWitt; 1 февраля 1859 — 10 марта 1928) — американская патологоанатом.

## Биография
Лидия родилась в городе Флинт, штат Мичиган, была вторым ребёнком из трех детей Оскара и Элизабет ДеВитт (в девичестве Вальтон).
Стала учительницей и вышла замуж за своего коллегу Альтона Д. Деввита в 1878 году. В этом браке родилось двое детей (Стелла в 1879 году и Клайд в 1880 году).
В 1895 году она начала изучать медицину в Университете Мичигана. Получила степень доктора в 1898 году и хирурга в 1899 году. Она продолжила работать в Университете Мичигана под руководством профессора патологоанатома Джорджа Дока до 1910 года, занимаясь гистологией. Когда её, вместе с другими её коллегами женского пола, исключили из университетского научного клуба в 1902 году, основала локальный Женский научный клуб (Women’s Research Club).
В 1910 году ДеВитт и Док переехали в Сент-Луис, штат Миссури, где она стала преподавать патологоанатомию в Университете Вашингтона, а также работать на Министерство здравоохранения Сент-Луиса. Заинтересовалась бактериологией и химиотерапией, в частности химиотерапией при туберкулезе. В 1912 году она переехала в Чикаго, где в конечном итоге стала преподавателем Университета Чикаго.
Умерла в городе Винтерс, штат Техас.